# Arsenal d'Osaka
L’ arsenal d’Osaka était une fabrique d’armes d’État de l’ armée impériale japonaise située à Osaka, en activité entre 1870 et 1945.

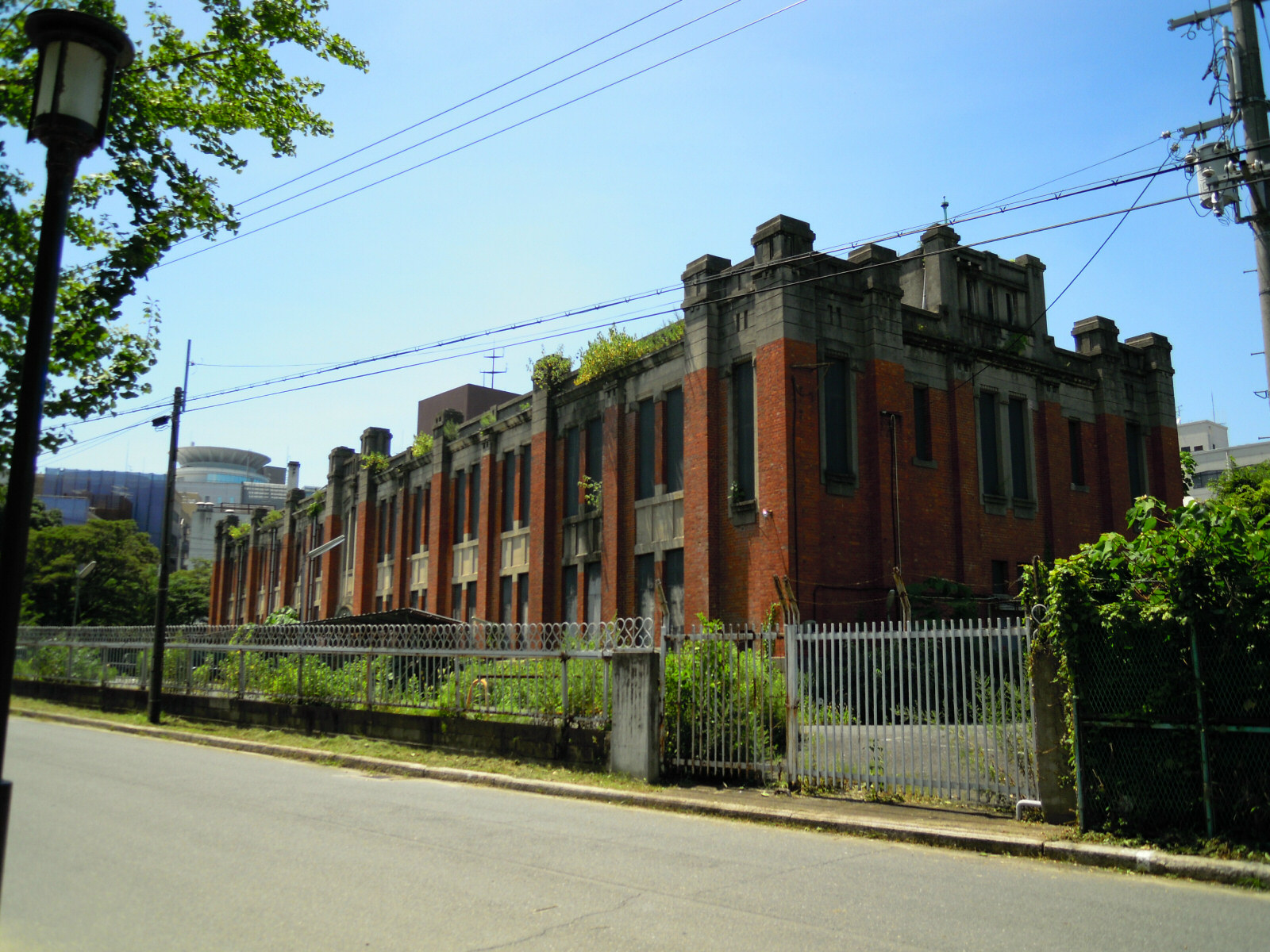
Bâtiment survivant de l'arsenal d'Osaka.

## Histoire
À l'époque Meiji, le fait que les forces armées doivent être auto-approvisionnées en armes modernes est devenu une préoccupation majeure pour le gouvernement. Le chef de l'armée japonaise Ōmura Masujirō a proposé de construire une garnison avec des installations de production d'armes à feu et de munitions au château d'Osaka. L’emplacement central d’Osaka était avantageux pour les voies de transport terrestres et maritimes. Bien qu'Ōmura ait été assassiné en novembre 1869, sa proposition fut mise en œuvre. 
En février 1870, un bureau de production d'armes (Zōheishi (造兵司)) est créé et, en mars de cette année, les premiers employés s'installent dans un entrepôt de riz vide situé au nord-est du château d'Osaka. Les machines et les ouvriers venaient principalement d'une usine sidérurgique de Nagasaki. 
En 1871, l'arsenal a été baptisé "Bureau de la production d'armes Osaka" (大阪造兵司, Ōsaka Zōheishi): en 1872, il devient "Usine d'Osaka" (Ōsaka Seizōsho (大砲製造所)), en 1875 "Bureau d'artillerie du 2e district militaire d'artillerie" (Hōhei Daini Hōhei Shishō (砲兵第二方面内砲兵支廠)) et finalement en 1879 «Artillerie d'Osaka»; c’était le centre de production de canons et de grenades, tandis que l’Arsenal de Tokyo était un centre de production d’armes de poing. 
Lors de la rébellion de Satsuma en 1877, l’Arsenal a été très actif pour répondre à la forte demande. D'autres guerres telles que la Guerre sino-japonaise (1894-1895) et la guerre russo-japonaise (1904-1905) ont permis à l'arsenal de s’agrandir, de sorte qu'il a occupé tout le côté est du parc du château. 
L'effectif des travailleurs a fortement fluctué; en temps de crise, de nombreux travailleurs étaient embauchés, pour être ensuite renvoyés. Cela a entraîné des tensions, en particulier en décembre 1906 après la guerre russo-japonaise et en octobre 1919 après la Première Guerre mondiale. 
En 1927, l'Arsenal d'Osaka réalise le premier char de combat du Japon.
Au cours de la guerre du Pacifique, l'effectif de l'Arsenal n'a cessé de croître pour atteindre plus de 60 000 employés et devenir ainsi l'une des plus grandes usines militaires de l'Empire. Vers la fin de la guerre, toutefois, le rendement de la production a chuté en raison de la pénurie de matériaux et de main-d'œuvre. Osaka est devenue la cible des frappes aériennes américaines à partir de 1945; l'arsenal n'a été initialement que légèrement endommagé. Le 14 août 1945, un jour avant la capitulation du Japon, un raid aérien dévastateur a détruit 90% de l'arsenal. Le nombre de morts sur le site de l'arsenal est relativement faible, avec 382 morts, la plupart des travailleurs, à l'exception de la défense antiaérienne, ayant quitté les lieux après le déclenchement de l'alerte aérienne. Le nombre de morts en dehors du site de l'arsenal est inconnu. 
Avec la fin de la guerre du Pacifique, les 75 ans d'histoire de l'Arsenal ont pris fin. Après la guerre, le site a été partiellement recouvert par des immeubles commerciaux et utilisé comme parc (parc du Château d'Osaka).